# 자연사 박물관 (스톡홀름)
자연사 박물관(Naturhistoriska riksmuseet)은 스웨덴 스톡홀름에 위치한 자연사 박물관이다.
자연사 박물관은 스웨덴 왕립 과학 아카데미에 의해 1819년에 설립되었으나 1739년 아카데미 설립 때부터 소장품의 수집이 이루어지고 있었다. 이 소장품의 대부분은 기증에 의한 것이다. 소장품이 처음 공개된 것은 1786년이다. 1965년에 자연사 박물관은 아카데미에서 분리되었다.
현재 건물은 스톡홀름 교외의 프레스카티에 있으며, 건축가 악셀 안델버그의 설계로 1916년에 완성했다. 상단은 돔으로 되어 있으며, 스톡홀름 대학교의 메인 캠퍼스가 후에 인접하여 건설되었다.
박물관에는 코스모노바(Cosmonova)라는 아이맥스 극장이 설치되어있다. 이 극장은 스웨덴 최대의 플라네타륨이다.

## 같이 보기
- 국립 자연사 박물관